# Сугдійон (Шахрітуський район)
Сугдійо́н (тадж. Суғдиён) — село у складі Хатлонської області Таджикистану. Входить до складу джамоату Худойназара Холматова Шахрітуського району.
В радянські часи село називалось Ленінабад, Трактор.
Населення — 1620 осіб (2017).